# رموالدو فیلیو
رموالدو آرپی فیلیو (پرتغالی: Romualdo Arppi Filho؛ ۷ ژانویهٔ ۱۹۳۹ – ۴ مارس ۲۰۲۳) یک داور فوتبال اهل برزیل بود. وی سابقه داوری در جام جهانی فوتبال را دارد. وی داور فینال جام جهانی فوتبال ۱۹۸۶ مکزیک در بازی بین آرژانتین و آلمان بوده است.